# Lindy Exchange
Ein Lindy Exchange ist ein mehrtägiges Treffen von Lindy-Hop- und anderen Swing-Tänzern. Im Gegensatz zu einem Workshop oder einem Camp finden in der Regel keine Kurse statt. Stattdessen ist Sightseeing essentieller Bestandteil eines Lindy Exchanges, denn das Ziel der Teilnehmer ist es, Freundschaften miteinander zu schließen und viel zu tanzen, den Tanz-Stil einer anderen Szene, aber auch die fremde Stadt kennenzulernen.

## Beschreibung
Typischerweise dauert ein Lindy Exchange ein Wochenende, beginnend mit einer Party am Freitag (manchmal auch mit einer Pre-Party am Donnerstag und After-Party am Montag), und hat zwischen 50 und 500, oft internationale Teilnehmer. Für diese enthält er meist ein Sightseeing-Programm, oft mit Themenschwerpunkten wie Art déco oder den Goldenen Zwanzigern, dafür aber normalerweise keine Workshops (bis auf Schnupperkurse zu Spezialthemen).
Essentiell sind die Abendveranstaltungen mit Live-Musik zum Swing-Tanzen, meist mindestens ein Abend mit Big Band. An einem Abend findet oft eine "Late Night Blues Party" statt, die bis in die frühen Morgenstunden dauert.
Die Gäste werden privat untergebracht bei lokalen Tänzern, ähnlich wie bei Couch Surfing. Da es keine Workshops gibt und die Übernachtung privat erfolgt, ist ein Lindy Exchange bis auf die Reisekosten meist vergleichsweise preiswert.
Da die Lindy-Hop-Szene nicht sehr groß ist, sieht man meist viele Teilnehmer an einem Exchange wieder – auf einem anderen Exchange, auf einem Workshop, oder man besucht sich privat.
Wichtig für einen Lindy Exchange ist es, die Unterbringung der Gäste zu organisieren. „Hosts“, in der Stadt ansässige Tänzer, die Gäste aufnehmen, sind immer Mangelware. Manche „Hosts“ können ihren Gästen nicht viel mehr bieten als ein Bett (und bei Teilnehmern die mit dem Auto ankommen manchmal auch nur Platz für eine Isomatte und einen Schlafsack). Andere nehmen selbst an dem Exchange teil, frühstücken mit ihren Gästen und begleiten sie auf den Sightseeing-Touren und zu den Abendveranstaltungen.

## Lindy Exchanges in Deutschland
Seit 2004 gibt es jährlich in München den „Munich Lindy Exchange“. Er findet immer am ersten Oktoberfest-Wochenende statt und als Teil des Sightseeing-Programmes gehört auch der Besuch des Oktoberfest und ein Schnupperkurs in bayerischen Volkstänzen wie dem Schuhplattler.
2009 fand in Hamburg der erste „Hamburg Lindy Exchange“ statt. Seitdem wird er jeweils am letzten Augustwochenende veranstaltet. Zum Programm gehört eine Führung zum Thema Swing-Jugend und tanzen  auf und an Elbe und Alster.

## Lindy Exchanges weltweit
Der erste Lindy Exchange fand 1998 in San Francisco statt, mit Teilnehmern aus Chicago. Das Ziel der Veranstaltung war, den Tanzstil der jeweils anderen Stadt besser kennenzulernen. Inzwischen gibt es in fast jedem Bundesstaat der Vereinigten Staaten mindestens einen Lindy Exchange. Auf dem Format eines zwei-Städte-Treffen wurde schnell eine offene Einladung an Tänzer aus der ganzen Welt, die einladende Stadt zu besuchen.
In Europa sind vor allem der „London Lindy Exchange“ („brithop“, im April) und der „Amsterdam Lindy Exchange“ (ALX, Anfang Juni) etabliert.
Lindy Exchanges gibt es inzwischen auf der ganzen Welt, beispielsweise in Peking (China,  „Great Wall Swingout“), Vietnam und Bali (Indonesien).